# De kluizenaar van Skellingar
De Kluizenaar van Skellingar is het 37ste stripalbum uit de Thorgal-reeks. Het is een alleenstaand verhaal, en werd voor het eerst uitgegeven bij Le Lombard in 2019. Het album is getekend door F. Vignaux met scenario van Yann.

## Het verhaal
Een groep pelgrims van het geloof van de Blauwe Albartros is aangescheept in het dorp van Thorgal en zijn gezin, en het viel Jolan op hoe een jonge vrouw naar zijn vader kijkt, wanneer Thorgal droomt over Shaïgan. Hij wordt wakker en ziet dat zij hem wil doden. Ze vlucht en bij het achtervolgen schiet hij in haar been. Ze raakt dodelijk gewond maar doet haar verhaal. Haar gezin werd toen ze onder een zeil zat voor haar ogen vermoord door Shaïgan en zijn volgelingen. Ze had wraak gezworen en hier was ze dan. Maar omdat ze Thorgal en niet Shaïgan voor zich heeft, en op sterven ligt, wil ze een leven voor een leven. Thorgal kan niet beloven Ivarr-de-koude te doden, maar belooft haar geloofsgenoten te bevrijden.